# Xavier Mellery

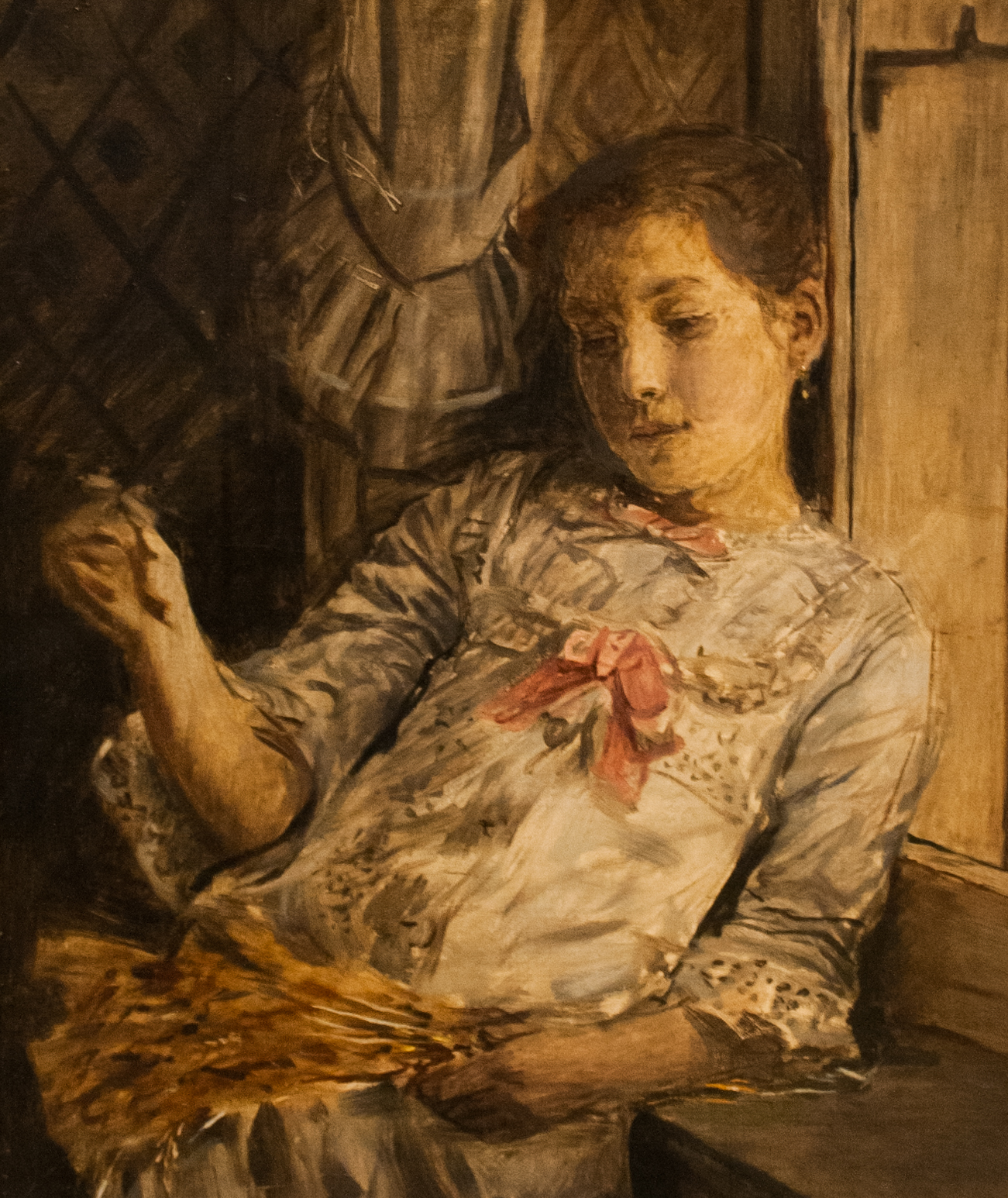
Mellery festménye lányáról, 1882 körül

Xavier Mellery (Laeken, 1845. augusztus 9. – Laeken, 1921. február 4.) belga szimbolista festő.

## Élete és munkássága
A laekeni belga királyi palota mellett született és ott is élt, apja ott volt kertész I. Lipót belga király uralkodása idején. Sírja is a híres laekeni temetőben található.
Tanulmányait 1860-tól a brüsszeli Királyi Szépművészeti Akadémián végezte. Már 1864-ben díjat nyert egy versenyen. 1870-ben megkapta a magas presztízsű Római Díjat, amivel négyéves tanulmányútra utazhatott Itáliába. Rómában fogalmazta meg művészi ars poeticáját, miszerint az „eszmék festője” kíván lenni, anélkül azonban, hogy elhagyná a realizmus világát. Emiatt tartják a szimbolizmus előfutárának. 
A Sixtus-kápolna freskóinak hatására elhatározta, hogy folytatja a reneszánsz dekoratív tradícióit. 1882-ben 48 vázlatot készített a brüsszeli céhek és szakmai társaságok ábrázolására, amelyek alapján szobrászok, köztük Constantin Meunier, brüsszeli paloták bronz oromdíszeit alkották meg. Sokfelé dolgozott a kor nagyszabású brüsszeli építkezésein, az új paloták külső és belső díszítésén. 
A XX-ak csoportja Mellery nagy tisztelője volt, négyszer is meghívták őt kiállításaikra.

## Emlékezete
2000-ben műveiből gyűjteményes kiállítást rendeztek az amszterdami Van Gogh Múzeumban és a brüsszeli Elsene Múzeumban Xavier Mellery: a dolgok lelke címmel.

## Fordítás
- Ez a szócikk részben vagy egészben a Xavier Mellery című holland Wikipédia-szócikk ezen változatának fordításán alapul.  Az eredeti cikk szerkesztőit annak laptörténete sorolja fel. Ez a jelzés csupán a megfogalmazás eredetét és a szerzői jogokat jelzi, nem szolgál a cikkben szereplő információk forrásmegjelöléseként.